# Aspotogan Sea Spa
Das Aspotogan Sea Spa war ein nicht fertig gestelltes Luxushotel an der Spitze der Halbinsel Aspotogan in der Luneburg County auf Nova Scotia, Kanada. Der Bau wurde Mitte der 1990er Jahre abgebrochen, als dem Bauträger das Geld ausging. Anschließend stand das riesige Hotelgebäude zwei Jahrzehnte lang leer, bis es 2016 abgerissen wurde.

## History
Das Sea Spa Nova Scotia, wie es bei der Projektvorstellung im Jahr 1990 hieß, wurde privat von den deutschen Geschwistern Brigitta Hennig und Wolfgang Spiegelhauer vom Bauunternehmen Suwobau finanziert. Die beiden gaben an, sie seien „von der Schönheit des Landes zutiefst beeindruckt“ gewesen, und konzipierten das 131 Zimmer umfassende, fünfstöckige, 16.300 Quadratmeter große Luxusresort, das mit geschätzten Kosten von 37,5 Millionen kanadischen Dollar auf einem über 120 Hektar großen Gelände errichtet werden sollte. Sie prognostizierten, die Europäer würden in Scharen in das Hotel strömen, um eine Reihe von stressabbauenden Aktivitäten zu genießen, darunter Spaziergänge am Meer, Bodybuilding, Unterwassermassage, Elektrotherapie sowie elektrogalvanische Bäder und Kohlendioxidbäder. Das Hotel sollte über einen Salzwasserpool im Innenbereich, spezielle Luftfiltersysteme und die Verwendung ungiftiger Baumaterialien verfügen. Das Projekt erhielt 10.000 kanadische Dollar von der Atlantic Canada Opportunities Agency zur Unterstützung der Vermarktung. Das Hotel sollte in der Region, welche vom Niedergang der Fischereiindustrie betroffen war, bis zu 200 Menschen eine Beschäftigung bieten.
Der Bau begann 1992. 1994, als das Hotelgebäude bereits weitgehend fertiggestellt und wetterfest war, ging den Bauträgern das Geld aus. Sie konnten keine weitere Mittel zur Finanzierung auftreiben. Zu dem Zeitpunkt waren bereits mehr als 20 Millionen Dollar in das Projekt investiert worden. Einer ihrer Partner war aus dem Projekt ausgestiegen, und der Wert ihrer Vermögenswerte in Deutschland hatte nach der Wiedervereinigung Deutschlands Berichten zufolge abgenommen. Durch das Scheitern des Projekts blieb die Arbeit vieler Bauunternehmer unbezahlt, was einige kleinere Unternehmen in den Ruin trieb. Ende 1996 erzwangen Gläubiger einen Zwangsverkauf an zwei Bauträger aus Halifax, Jim Spatz und George Armoyan, für lediglich 505.759 Dollar.
Spatz und Armoyan versuchten jahrelang vergeblich, das Projekt an eine Hotelgesellschaft weiterzuverkaufen. 2015 erklärte Spatz in einem Interview, dass es mit zunehmendem Alter des Gebäudes immer unwahrscheinlicher werde, dass es jemals fertiggestellt werden würde, und sie sich daher entschieden hätten, es abzureißen. Der Abriss begann Ende 2015. Anschließend soll das Gelände in private Wohngrundstücke aufgeteilt werden.